# Człuchów (gemeente)
De gemeente Człuchów is een landgemeente in het Poolse woiwodschap Pommeren, in powiat Człuchowski.
De gemeente telt 22 administratieve plaatsen (solectwo): Barkowo, Biskupnica, Brzeźno, Bukowo, Chrząstowo, Czarnoszyce, Dębnica, Dobojewo, Ględowo, Jaromierz, Jęczniki Wielkie, Kołdowo, Krępsk, Mosiny, Nieżywięć, Polnica, Rychnowy, Sieroczyn, Skarszewo, Stołczno, Wierzchowo, Wierzchowo-Dworzec
De zetel van de gemeente is in Człuchów.
Op 30 juni 2005, telde de gemeente 10 134 inwoners.

## Oppervlakte gegevens
In 2002 bedroeg de totale oppervlakte van gemeente Człuchów 361,65 km², waarvan:
- agrarisch gebied: 55%
- bossen: 36%

De gemeente beslaat 22,97% van de totale oppervlakte van de powiat.

## Demografie
Stand op 30 juni 2005:
| Omschrijving                   | Totaal | Totaal | Vrouwen | Vrouwen | Mannen | Mannen |
| ------------------------------ | ------ | ------ | ------- | ------- | ------ | ------ |
| eenheid                        | aantal | %      | aantal  | %       | aantal | %      |
| inwoners                       | 10 134 | 100    | 4957    | 48,9    | 5177   | 51,1   |
| bevolkingsdichtheid (inw./km²) | 28     | 28     | 13,7    | 13,7    | 14,3   | 14,3   |

In 2002 bedroeg het gemiddelde inkomen per inwoner 1274,91 zł.

## Aangrenzende gemeenten
Chojnice, Czarne, Człuchów, Debrzno, Kamień Krajeński, Konarzyny, Przechlewo, Rzeczenica